# Papuargia
Papuargia – rodzaj ważek z rodziny pióronogowatych (Platycnemididae). Wcześniej był zaliczany do łątkowatych (Coenagrionidae). Obejmuje gatunki, które są endemitami Nowej Gwinei.

## Podział systematyczny
Do rodzaju należą następujące gatunki:
- Papuargia brevistigma Orr & Richards, 2017
- Papuargia stueberi Lieftinck, 1938